# Prochladnoje (Kaliningrad, Slawsk)
Prochladnoje (russisch Прохладное, deutsch Kallningken, 1938 bis 1945 Herdenau, litauisch Kalnininkai) ist ein Ort in der russischen Oblast Kaliningrad. Er gehört zur kommunalen Selbstverwaltungseinheit Stadtkreis Slawsk im Rajon Slawsk.

## Geographische Lage
Prochladnoje liegt 22 Kilometer südwestlich der einstigen Kreisstadt Heydekrug (heute litauisch Šilutė) und 25 Kilometer nordwestlich der jetzigen Rajonshauptstadt Slawsk (Heinrichswalde). Durch das Dorf verläuft die Regionalstraße 27A-034 (ex R513) auf ihrem Weg von Sowetsk (Tilsit) über Jasnoje (Kaukehmen, 1938 bis 1946 Kuckerneese) nach Myssowka (Karkeln) am Kurischen Haff. Vor 1945 war der Ort Bahnstation an der Bahnstrecke Brittanien–Karkeln der Niederungsbahn (ab 1939 „Elchniederungsbahn“).

## Geschichte
Der kleine einst Kallningken genannte Ort war 1785 ein königliches Bauerndorf und avancierte bis 1919 zur Landgemeinde. Bis 1922 war das Dorf dem im Kreis Heydekrug liegenden Amtsbezirk Karkeln (Myssowka) zugeordnet, der am 1. Juli 1922 in den Kreis Niederung (ab 1939: „Kreis Elchniederung“) umgegliedert wurde und bis 1945 zum Regierungsbezirk Gumbinnen der preußischen Provinz Ostpreußen gehörte.
Im Jahre 1910 waren in Kallningken 467 Einwohner registriert. Ihre Zahl stieg bis 1925 auf 538, betrug 1933 bereits 584 und belief sich 1939 – nachdem am 1. Juni 1936 der Nachbarort Lukischken (1938 bis 1946: Lucken, russisch: Krugljanka, nicht mehr existent) eingemeindet worden war – auf 596.
Am 3. Juni 1938 erfolgte die amtliche Umbenennung in „Herdenau“ – wohl im Blick auf die im Ort vorherrschende Viehwirtschaft –, um nun auch aus politisch-ideologischen Gründen den nicht deutsch klingenden bisherigen Ortsnamen Kallningken zu vermeiden.
In Kriegsfolge kam das Dorf 1945 innerhalb des nördlichen Ostpreußen zur Sowjetunion und erhielt 1947 die russische Bezeichnung Prochladnoje, deutsch etwa „Frischer Ort“. Gleichzeitig wurde der Ort in den Dorfsowjet Saliwenski selski Sowet im Rajon Slawsk eingeordnet. Im Jahr 1965 wurde Prochladnoje Sitz eines eigenen Dorfsowjets. Von 2008 bis 2015 gehörte der Ort zur Landgemeinde Jasnowski selskoje posselenije und seither zum Stadtkreis Slawsk.

### Prochladnenski selski Sowet/okrug 1965–2008
Der Dorfsowjet Prochladnenski selski Sowet (ru. Прохладненский сельский Совет) entstand (offenbar) im Jahr 1965 als Zusammenschluss der beiden Dorfsowjets Lewobereschenski selski Sowet und Saliwenski selski Sowet. Nach dem Zerfall der Sowjetunion bestand die Verwaltungseinheit als Dorfbezirk Prochladnenski selski okrug (ru. Прохладненский сельский округ). Im Jahr 2008 wurden die verbliebenen Orte des Dorfbezirks in die neugebildete Landgemeinde Jasnowskoje selskoje posselenije eingegliedert.
Im Bereich des Prochladnenski selski Sowet gab es vermutlich folgende Orte. Die mit einem * gekennzeichneten Orte waren im Jahr 1965 möglicherweise schon aufgehoben.
| Ortsname                                     | Name bis 1947/50                                       | Bemerkungen |
| -------------------------------------------- | ------------------------------------------------------ | --- |
| *Barchany (Барханы)                          | Schillgallen, 1938–1945: „Hochdünen“                   | Der Ort wurde 1950 umbenannt und war zuvor in den Dorfsowjet Lewobereschenski eingeordnet. Er wurde vor 1975 verlassen.                                     |
| Beresino (Березино)                          | Pustutten, 1938–1945: „Antonswiese“                    | Der Ort wurde 1947 umbenannt und war zunächst in den Dorfsowjet Saliwenski eingeordnet. Er wurde vor 1975 verlassen.                                        |
| Bolschoje Chrustalnoje (Большое Хрустальное) | Groß Krauleiden, 1938–1945: „Großheidenstein“          | Der Ort wurde 1950 umbenannt und war zunächst in den Dorfsowjet Saliwenski eingeordnet. Er wurde vor 1975 verlassen.                                        |
| Borowoje (Боровое)                           | Skirwieth                                              | Der Ort wurde 1950 umbenannt und war zuvor in den Dorfsowjet Lewobereschenski eingeordnet. Er wurde vermutlich vor 1975 an den Ort Djunnoje angeschlossen.  |
| Chlebnoje (Хлебное)                          | Matzgirren, 1938–1945: „Kurrenberg“                    | Der Ort wurde 1950 umbenannt und war zunächst in den Dorfsowjet Saliwenski eingeordnet. Er wurde vermutlich vor 1975 an den Ort Chrustalnoje angeschlossen. |
| Cholmistoje (Холмистое)                      | Dannenberg                                             | Der Ort wurde 1950 umbenannt und war zunächst in den Dorfsowjet Saliwenski eingeordnet. Er wurde vor 1975 verlassen.                                        |
| Chrustalnoje (Хрустальное)                   | Klein Krauleiden, 1938–1945: „Kleinheidenstein“        | Der Ort wurde 1947 umbenannt und war zunächst in den Dorfsowjet Saliwenski eingeordnet.                                                                     |
| Djunnoje (Дюнное)                            | Ackmenischken, 1938–1945: „Dünen“                      | Der Ort wurde 1950 umbenannt und war zuvor in den Dorfsowjet Lewobereschenski eingeordnet.                                                                  |
| Gribojedowo (Грибоедово)                     | Karlsdorf                                              | Der Ort wurde 1947 umbenannt und war zunächst in den Dorfsowjet Saliwenski eingeordnet. Er wurde vor 1975 verlassen.                                        |
| Jasnopoljanka (Яснополянка)                  | Spucken, 1938–1945: „Stucken“                          | Der Ort wurde 1947 umbenannt und war zuvor in den Dorfsowjet Lewobereschenski eingeordnet.                                                                  |
| Kljutschewoje (Ключевое)                     | Raging                                                 | Der Ort wurde 1947 umbenannt und war zunächst in den Dorfsowjet Saliwenski eingeordnet. Er wurde vor 1975 verlassen.                                        |
| Kommissarowo (Комиссарово)                   | Johanns-Eszer, 1929–1945: Birkenheim                   | Der Ort wurde 1950 umbenannt und war zunächst in den Dorfsowjet Saliwenski eingeordnet. Er wurde vor 1975 verlassen.                                        |
| Krugljanka (Круглянка)                       | Lukischken, 1938–1945: „Lucken“                        | Der Ort wurde 1947 umbenannt und war zunächst in den Dorfsowjet Saliwenski eingeordnet. Er wurde vor 1975 verlassen.                                        |
| *Krugloje (Круглое)                          | Lebbeden, 1938–1945: „Friedeberg“                      | Der Ort wurde 1950 umbenannt und war zuvor in den Dorfsowjet Lewobereschenski eingeordnet. Er wurde vor 1975 verlassen.                                     |
| Kurgan (Курган)                              | Rucken, 1938–1945: „Ruckenhagen“                       | Der Ort wurde 1950 umbenannt und war zunächst in den Dorfsowjet Saliwenski eingeordnet. Er wurde vor 1975 verlassen.                                        |
| *Lebedjanskoje (Лебедянское)                 | Girgsden                                               | Der Ort wurde 1947 umbenannt und war zuvor in den Dorfsowjet Lewobereschenski eingeordnet. Er wurde vor 1975 verlassen.                                     |
| Lesnoje (Лесное)                             | Waldburg                                               | Der Ort wurde 1950 umbenannt und war zunächst in den Dorfsowjet Saliwenski eingeordnet. Er wurde vor 1975 verlassen.                                        |
| Lewobereschnoje (Левобережное)               | Schakuhnen, 1938–1945: „Schakendorf“                   | Der Ort wurde 1947 umbenannt und war zuvor der Verwaltungssitz des Dorfsowjets Lewobereschenski.                                                            |
| Lipki (Липки)                                | Wittken                                                | Der Ort wurde 1947 umbenannt und war zunächst in den Dorfsowjet Saliwenski eingeordnet. Er wurde vor 1975 verlassen.                                        |
| Malinowka (Малиновка)                        | Rautenberg                                             | Der Ort wurde 1950 umbenannt und war zunächst in den Dorfsowjet Saliwenski eingeordnet. Er wurde vor 1975 verlassen.                                        |
| Moskowskoje (Московское)                     | Wieszeiten/Wiescheiten, 1938–1945: „Kleinsommershöfen“ | Der Ort wurde 1947 umbenannt und war zuvor in den Dorfsowjet Lewobereschenski eingeordnet.                                                                  |
| Myssowka (Мысовка)                           | Karkeln                                                | Der Ort wurde 1947 umbenannt und war zuvor in den Dorfsowjet Lewobereschenski eingeordnet.                                                                  |
| *Nowosjolki (Новосёлки)                      | Labben                                                 | Der Ort wurde 1950 umbenannt und war zuvor in den Dorfsowjet Lewobereschenski eingeordnet. Er wurde vor 1975 verlassen.                                     |
| *Obraszowo (Образцово)                       | Katrinigkeiten, 1938–1945: „Schorningen“               | Der Ort wurde 1950 umbenannt und war zuvor in den Dorfsowjet Lewobereschenski eingeordnet. Er wurde vor 1975 verlassen.                                     |
| *Obwodnoje (Обводное)                        | Jäkischken                                             | Der Ort wurde 1950 umbenannt und war zuvor in den Dorfsowjet Lewobereschenski eingeordnet. Er wurde vor 1975 verlassen.                                     |
| *Orlowka (Орловка)                           | Jodischken, 1938–1945: „Jodingen“                      | Der Ort wurde 1950 umbenannt und war zuvor in den Dorfsowjet Lewobereschenski eingeordnet. Er wurde vor 1975 verlassen.                                     |
| Perechwatnoje (Перехватное)                  | Wirballen, 1938–1945: „Warten“                         | Der Ort wurde 1950 umbenannt und war zunächst in den Dorfsowjet Saliwenski eingeordnet. Er wurde vor 1975 verlassen.                                        |
| *Perekrjostnoje (Перекрёстное)               | Perkuhnen                                              | Der Ort wurde 1950 umbenannt und war zuvor in den Dorfsowjet Lewobereschenski eingeordnet. Er wurde vor 1975 verlassen.                                     |
| Pereleski (Перелески)                        | Brandenburg                                            | Der Ort wurde 1947 umbenannt und war zunächst in den Dorfsowjet Saliwenski eingeordnet. Er wurde vor 1975 verlassen.                                        |
| *Pjatichatka (Пятихатка)                     | Kol. Ibenhorst                                         | Der Ort wurde 1950 umbenannt und war zuvor in den Dorfsowjet Lewobereschenski eingeordnet. Er wurde vor 1975 verlassen.                                     |
| Primorje (Приморье)                          | Klein Inse                                             | Der Ort wurde 1950 umbenannt und war zunächst in den Dorfsowjet Saliwenski eingeordnet. Er wurde vor 1975 verlassen.                                        |
| Primorskoje (Приморское)                     | Fh. Ibenhorst                                          | Der Ort wurde 1950 umbenannt und war zuvor in den Dorfsowjet Lewobereschenski eingeordnet. Er wurde vermutlich vor 1975 an den Ort Djunnoje angeschlossen.  |
| Pritschaly (Причалы)                         | Inse                                                   | Der Ort wurde 1947 umbenannt und war zunächst in den Dorfsowjet Saliwenski eingeordnet.                                                                     |
| Priwalowka (Приваловка)                      | Nausseden, 1938–1945: „Kleindünen“                     | Der Ort wurde 1947 umbenannt und war zuvor in den Dorfsowjet Lewobereschenski eingeordnet.                                                                  |
| Prochladnoje (Прохладное)                    | Kallningken, 1938–1945: „Herdenau“                     | Der Ort wurde 1947 umbenannt und war zunächst in den Dorfsowjet Saliwenski eingeordnet. Verwaltungssitz                                                     |
| Prudki (Прудки)                              | Prudimmen, 1938–1945: „Kleinerlenrode“                 | Der Ort wurde 1947 umbenannt und war zunächst in den Dorfsowjet Saliwenski eingeordnet. Er wurde vermutlich vor 1975 an den Ort Chrustalnoje angeschlossen. |
| Rasdolnoje (Раздольное)                      | Tramischen, 1938–1945: „Trammen“                       | Der Ort wurde 1947 umbenannt und war zuvor in den Dorfsowjet Lewobereschenski eingeordnet.                                                                  |
| Rasliw (Разлив)                              | Derwehlischken, seit 1932: „zu“ Kallningken            | Der Ort wurde 1950 umbenannt und war zuvor in den Dorfsowjet Lewobereschenski eingeordnet.                                                                  |
| *Rownoje (Ровное)                            | Ackelningken, 1938–1945: „Ackeln“                      | Der Ort wurde 1950 umbenannt und war zuvor in den Dorfsowjet Lewobereschenski eingeordnet. Er wurde vor 1975 verlassen.                                     |
| Rybatschje (Рыбачье)                         | Loye                                                   | Der Ort wurde 1947 umbenannt und war zunächst in den Dorfsowjet Saliwenski eingeordnet. Er wurde vor 1975 verlassen.                                        |
| Saliwino (Заливино)                          | Tawe                                                   | Der Ort wurde 1947 umbenannt und war zunächst der Verwaltungssitz des Dorfsowjets Saliwenski. Er wurde vor 1975 verlassen.                                  |
| Salomowo (Заломово)                          | Kiauken, 1938–1945: „Wartenfeld“                       | Der Ort wurde 1947 umbenannt und war zunächst in den Dorfsowjet Saliwenski eingeordnet. Er wurde vor 1975 verlassen.                                        |
| Schljusowoje (Шлюзовое)                      | Rogainen                                               | Der Ort wurde 1950 umbenannt und war zunächst in den Dorfsowjet Saliwenski eingeordnet. Er wurde vor 1975 verlassen.                                        |
| Schumnoje (Шумное)                           | Osznugarn/Oßnugarn, 1936–1945: „Rehwalde“              | Der Ort wurde 1950 umbenannt und war zunächst in den Dorfsowjet Saliwenski eingeordnet. Er wurde vor 1975 verlassen.                                        |
| *Selenez (Зеленец)                           | Ackminge, 1938–1945: „Ibenwerder“                      | Der Ort wurde 1947 umbenannt und war zuvor in den Dorfsowjet Lewobereschenski eingeordnet. Er wurde vor 1975 verlassen.                                     |
| *Seleny Mys (Зелёный Мыс)                    | Adlig Brionischken                                     | Der Ort wurde 1947 umbenannt und war zuvor in den Dorfsowjet Lewobereschenski eingeordnet. Er wurde vor 1975 verlassen.                                     |
| *Selenzowka (Зеленцовка)                     | Rewellen                                               | Der Ort wurde 1947 umbenannt und war zuvor in den Dorfsowjet Lewobereschenski eingeordnet. Er wurde vor 1975 verlassen.                                     |
| Semnuchowo (Земнухово)                       | Alt Friedrichsgraben                                   | Der Ort wurde 1950 umbenannt und war zunächst in den Dorfsowjet Saliwenski eingeordnet. Er wurde vor 1975 verlassen.                                        |
| Skworzowo (Скворцово)                        | bei Kallningken, 1938–1945: „Herdenau“                 | Der Ort wurde 1950 umbenannt und war zunächst in den Dorfsowjet Saliwenski eingeordnet. Er wurde vor 1975 verlassen.                                        |
| *Topolewo (Тополево)                         | Fh. Kerschkallen, 1938–1945: „Fh. Ibenstrom“           | Der Ort wurde 1950 umbenannt und war zuvor in den Dorfsowjet Lewobereschenski eingeordnet. Er wurde vor 1975 verlassen.                                     |
| *Tscherjomuchowo (Черёмухово)                | Valtinkratsch, 1938–1945: „Valtinhof“                  | Der Ort wurde 1950 umbenannt und war zuvor in den Dorfsowjet Lewobereschenski eingeordnet. Er wurde vor 1975 verlassen.                                     |
| Tschernigowo (Чернигово)                     | bei Matzgirren, 1938–1945: „Kurrenberg“                | Der Ort wurde 1950 umbenannt und war zunächst in den Dorfsowjet Saliwenski eingeordnet. Er wurde vor 1975 verlassen.                                        |
| *Tschistoje (Чистое)                         | Bredschull, 1938–1945: „Kleinelchwinkel“               | Der Ort wurde 1950 umbenannt und war zuvor in den Dorfsowjet Lewobereschenski eingeordnet. Er wurde vor 1975 verlassen.                                     |

## Kirche
Siehe den Hauptartikel → Kirche Kallningken

### Kirchengebäude
Nach Kirchbauten in den Jahren 1677 und 1727 entstand im Jahre 1753 ein Feldsteinbau mit einem 1819 vorgesetzten Holzturm auf massivem Unterbau. Zur Innenausstattung gehörte ein Flügelaltar aus dem 15. Jahrhundert. Das Gebäude überstand die Weltkriege unversehrt, wurde nach 1945 allerdings als Lagerhalle fremdgenutzt und dem Verfall überlassen. Heute stehen nur noch ein paar spärliche Mauerreste.

### Kirchengemeinde
Die evangelische Kirchengemeinde in Kallingken wurde im Jahr 1684 gegründet, bis 1810 mit der Filialgemeinde der Kirche Inse. Das im Jahre 1925 1.300 Gemeindeglieder zählende und 14 Ortschaften umfassende Kirchspiel Kallningken (ab 1938: „Kirchspiel Herdenau“) gehörte bis 1945 zum Kirchenkreis Niederung innerhalb der Kirchenprovinz Ostpreußen der Kirche der Altpreußischen Union.
Flucht und Vertreibung der einheimischen Bevölkerung brachten das kirchliche Leben nach 1945 in Herdenau resp. Prochladnoje zum Erliegen. Heute gehört das Dorf zum Einzugsgebiet der neu entstandenen evangelisch-lutherischen Kirchengemeinde in Slawsk (Heinrichswalde) innerhalb der Propstei Kaliningrad (Königsberg) der Evangelisch-lutherischen Kirche Europäisches Russland.